# Èpsilon de l'Hidra Femella
Èpsilon de l'Hidra Femella (ε Hydrae) és un sistema estel·lar múltiple a la constel·lació de l'Hidra Femella, de magnitud aparent +3,38. S'hi troba a 135 anys llum de distància del sistema solar.
Les dues components principals d'Èpsilon de l'Hidra Femella, separades tan sols 0,2 segons d'arc, són un estel gegant groc de tipus espectral G5III i una subgegant blanca de tipus A5IV. La primera, de magnitud +3,8, té una temperatura efectiva de 4.900 K] i és 57 vegades més lluminosa que el Sol, mentre que l'estel blanc, de magnitud +4,7, té una temperatura de 7.700 K i és 17 vegades més lluminós que el Sol. La distància real entre els dos estels oscil·la entre 3,6 i 17,4 ua a causa de la notable excentricitat de l'òrbita, sent el període orbital de 15,05 anys.
A 4,5 segons d'arc del parell interior s'hi pot observar una tercera component, denominada Èpsilon de l'Hidra Femella C. És una nana blanc-groga de tipus F5V amb una temperatura de 6.600 K i una lluminositat 2,5 vegades superior a la del Sol. Empra 900 anys a completar una volta entorn de les altres dues estrelles, de les quals s'hi troba separada d'unes 190 UA. Al mateix temps, és un estel binari les components del qual estan molt propers entre si -0,09 UA- i completen una òrbita cada 9,9 dies.
Visualment a 19 segons d'arc, completa el sistema una estrella tènue de magnitud 10, probablement una nana vermella. Orbita els quatre estels a una distància aproximada de 800 UA.
Èpsilon de l'Hidra Femella està catalogada com una variable BY Draconis, amb una variació en la seva lluentor de 0,04 magnituds.